# Bobby Short
Bobby Short (15 de septiembre de 1924 – 21 de marzo de 2005) fue un cantante y pianista de cabaret, conocido por la interpretación de canciones populares de compositores de la talla de Richard Rodgers y Lorenz Hart, Cole Porter, Jerome Kern, Harold Arlen, Vernon Duke, Noel Coward y George y Ira Gershwin.

## Biografía
Su verdadero nombre era Robert Waltrip Bobby Short, y nació en Danville, Illinois, siendo uno de sus compañeros de escuela Dick Van Dyke. Empezó a actuar como músico callejero tras dejar su casa a los once años de edad, yendo a Chicago, Illinois, con permiso de su madre.
En la década de 1940 empezó a trabajar en clubs. En 1968, se le ofreció un período de dos semanas actuando en el Hotel Carlyle de Nueva York para reemplazar a George Feyer. Short (acompañado por Beverly Peer al bajo y Dick Sheridan a la batería) se convirtió en una institución en el Carlyle, al igual que había ocurrido antes con Feyer, actuando en el local a lo largo de más de 35 años. Allí, una serie de características como eran su elegancia natural, su perfecto fraseo, su talento para presentar nuevas canciones, su buen carácter, y su disciplinado profesionalismo, le valieron un gran respeto y una enorme popularidad. 
Algunas fechas claves de su biografía son:
- 1972: Short cantó el tema musical del film de James Ivory "Savages".
- 1986: Short actuó en la película de Woody Allen Hannah y sus hermanas. Posteriormente Allen utilizó su grabación de "I Happen To Like New York" para los títulos de apertura de Misterioso asesinato en Manhattan (1993).
- 1994: Short actuó en la serie televisiva "In the Heat of the Night."
- 2000: La Biblioteca del Congreso de Estados Unidos designa a Short como Leyenda Viva, un reconocimiento establecido como parte de la celebración del bicentenario de la institución.
- 2003: Short cantó y tocó el piano en al menos un episodio del show televisivo 7th Heaven.[2]
- 2004: Short anunció que finalizaría sus actuaciones regulares en el Café Carlyle a finales de año, dedicándose a las giras, los viajes y a pasar tiempo con sus amistades.

A lo largo de su vida Short abogó por compositores  afroamericanos de la época como, por ejemplo, Eubie Blake, James P. Johnson, Andy Razaf, Fats Waller, Duke Ellington y Billy Strayhorn, presentando el trabajo de ellos, no en un modo polémico, sino en una obvia igualdad con sus contemporáneos blancos. De todos los compositores, Short siempre mantuvo que sus favoritos eran Ellington, Arlen y Kern, siendo su apoyo decisivo para la construcción en Nueva York del Duke Ellington Memorial.
Bobby Short falleció a causa de una leucemia en el Hospital New York Presbyterian el 21 de marzo de 2005. Tenía 80 años de edad. Fue enterrado en el Cementerio Atherton de Danville, Illinois.

## Discografía
- 1955  Songs by Bobby Short (Atlantic)[3]
- 1956  Bobby Short (Atlantic)[3]
- 1957  Speaking of Love (Atlantic)[3]
- 1958  Sing Me A Swing Song (Atlantic)[3]
- 1959  The Mad Twenties (Atlantic)[3]
- 1960  Bobby Short on the East Side (Atlantic)[3]
- 1963  My Personal Property (Atlantic)[3]
- 1969  Jump for Joy (Atlantic)[3]
- 1971  Bobby Loves Cole Porter (Atlantic)[3]
- 1972  Bobby Short is Mad About Noel Coward (Atlantic)[3]
- 1973  Bobby Short is K-RA-ZY for Gershwin (Atlantic)[3]
- 1974  Live at the Cafe Carlyle (Atlantic)[3]
- 1975  Bobby Short Celebrates Rodgers & Hart (Atlantic)[3]
- 1977  Personal (Atlantic)[3]
- 1982  Moments Like This (Elektra/Asylum)[3]
- 1987  Guess Who's in Town: Bobby Short Performs the Songs of Andy Razaf (Atlantic)[3]
- 1992  Late Night at the Cafe Carlyle (Telarc)[3]
- 1993  Swing That Music (Telarc)[3]
- 1995  Songs of New York (Live) (Telarc)[3]
- 1998  Celebrating 30 Years of the Cafe Carlyle (Telarc)[3]
- 1999  You're the Top: The Love Songs of Cole Porter (Telarc)[3]
- 2001  Piano (Surrounded By)[3]

## Filmografía
- 1986 Hannah y sus hermanas
- 1993 For Love or Money
- 2004  Bobby Short at the Cafe Carlyle

## Actuaciones televisivas
- Enero de 2003: 7th Heaven, en el episodio I Love Lucy[2]
- Episodio número 200 de Frasier
- In the Heat of the Night